# 都築龍太
都築 龍太（つづき りょうた、1978年4月18日 - ）は、日本の政治家。自由民主党所属のさいたま市議会議員（2期）。サッカーの現役時代のポジションはゴールキーパー（GK）。元日本代表。
サッカー解説など芸能活動についてはサムデイとマネージメント契約を結んでいる。

## 来歴

### クラブ
奈良県生駒郡平群町出身。平群町立平群中学校・長崎県立国見高等学校を経て、1997年にガンバ大阪に入団。2000年に岡中勇人から正GKの座を奪ったが、2002年に松代直樹にポジションを奪われ、さらにこの年から就任した西野朗監督との確執が表面化して2003年に浦和レッドダイヤモンズへ移籍した。
浦和移籍後は同い年の山岸範宏とポジションを争い、当初は山岸の控えであったが、山岸の故障などで2005年にレギュラーを掴むと、2006年シーズン前半までレギュラーとしてプレーした。しかし、J1第10節大宮アルディージャ戦で負傷して以降は山岸が再び正GKとなって控えに回り、クラブ初のJ1優勝をピッチの上で迎えられなかった。それでも天皇杯では先発出場し、チームの連覇に貢献した。2007年は再び山岸から正GKの座を奪回し、AFCチャンピオンズリーグ優勝、クラブW杯3位入賞に貢献。個人としてもJリーグベストイレブンに選出されるなど充実した一年を送った。2008年も引き続きレギュラーの座を守ったが、2009年は古傷でもある右膝を故障した影響でJ1第25節モンテディオ山形戦に出場したのを最後にそれ以降全ての公式戦に欠場することとなり、三たび山岸にレギュラーを奪われた。12月21日と12月22日にJリーグキャリアサポートセンターによる現役選手を対象とした「2009シーズン インターンシップ」に参加し、ヴィンテージ古着店「BerBerJin」で店舗スタッフ業務に携った。
2010年は前年の負傷の影響かコンディション調整に苦しみ、また堅実なGKを好むフォルカー・フィンケ監督の方針もあって 山岸や加藤順大の後塵を拝し、ベンチ入りすらままならない状況に陥ってしまう。同年6月、出場機会を求め所属GK4人のうち3人が負傷で長期離脱していた湘南ベルマーレへ期限付き移籍した。
湘南移籍後は正GKとして迎えられ、湘南での公式戦デビューとなったJ1第11節鹿島アントラーズ戦でチームは敗れたものの都築自身も好プレーを見せ、健在をアピールした。その後、都築が加入する前の正GKである野澤洋輔が負傷から復帰すると控えに回ることもあったが、最終的にリーグ戦15試合に出場した。
2011年1月13日、期限付き移籍期間満了により湘南を退団することが発表され、翌1月14日に都築の本来の所属先である浦和を契約満了で退団する事も発表された。
浦和退団後も都築は現役続行を目指して移籍先を模索するなどもしていたが、1月27日に現役引退を表明した。

### 日本代表
都築はフィリップ・トルシエ監督時代の2001年に日本代表に初招集された。楢﨑正剛と川口能活の牙城に阻まれて第3GKとしての立場が中心だったが、監督がジーコに交代して以降も安定して招集されていた。しかし2004年2月9日、他7人の選手と共に茨城県鹿嶋市の日本代表合宿所から無断外出し飲食していたことが発覚、当時のジーコ監督は「裏切り行為と感じた、信頼関係を失った」として都築ら8人を代表から外し、以降2006年に1度だけ招集された（この時は川口、楢﨑が負傷していた）のを除き、代表から遠ざかった。
2008年、FIFAワールドカップ・アジア最終予選、対カタール戦の直前に楢﨑が負傷で代表辞退したため岡田武史監督により約2年ぶりに代表に招集された。その後、楢﨑に続き川口も負傷したために年が明けた2009年2月4日、国際親善試合・フィンランド戦で5年ぶりに代表戦に出場した。楢﨑の復帰後は第2GKとしてアジア最終予選の試合でベンチ入りしていたが、2009年9月9日のガーナ戦に出場して以降は代表には招集されなくなった。

### 政治活動
2011年3月1日、同年4月10日施行予定の埼玉県議会議員選挙に、さいたま市緑区（定数1）から無所属で出馬することが報じられた。また政治団体「埼玉維新の会」を結成し自身以外にも2人の立候補者をさいたま市内の選挙区から県議選に立候補させる予定であることを明らかにした。4月10日に行われた選挙では落選。
2015年4月12日施行のさいたま市議会議員選挙に緑区選挙区より自由民主党公認で出馬、7000票を得て第2位で当選した。
2019年4月7日施行のさいたま市議会議員選挙では緑区選挙区より自民党公認で出馬し、トップ当選した。
2021年5月、自由民主党さいたま市議会議員団の団長に就任。

## 所属クラブ
ユース経歴
- 平群町立平群東小学校（奈良県）[1]
- 1991年 - 1993年：平群町立平群中学校（同上）[1]
- 1994年 - 1996年：長崎県立国見高等学校[1]

プロ経歴
- 1997年 - 2002年： ガンバ大阪
- 2003年 - 2010年： 浦和レッドダイヤモンズ
  - 2010年： 湘南ベルマーレ（期限付き移籍）

## 個人成績
| 国内大会個人成績 | 国内大会個人成績 | 国内大会個人成績 | 国内大会個人成績 | 国内大会個人成績 | 国内大会個人成績 | 国内大会個人成績 | 国内大会個人成績 | 国内大会個人成績 | 国内大会個人成績 | 国内大会個人成績 | 国内大会個人成績 |
| 年度             | クラブ           | 背番号           | リーグ           | リーグ戦         | リーグ戦         | リーグ杯         | リーグ杯         | オープン杯       | オープン杯       | 期間通算         | 期間通算         |
| 年度             | クラブ           | 背番号           | リーグ           | 出場             | 得点             | 出場             | 得点             | 出場             | 得点             | 出場             | 得点             |
| 日本             | 日本             | 日本             | 日本             | リーグ戦         | リーグ戦         | リーグ杯         | リーグ杯         | 天皇杯           | 天皇杯           | 期間通算         | 期間通算         |
| ---------------- | ---------------- | ---------------- | ---------------- | ---------------- | ---------------- | ---------------- | ---------------- | ---------------- | ---------------- | ---------------- | ---------------- |
| 1997             | G大阪            | 23               | J                | 0                | 0                | 0                | 0                | 0                | 0                | 0                | 0                |
| 1998             | G大阪            | 12               | J                | 1                | 0                | 0                | 0                | 0                | 0                | 1                | 0                |
| 1999             | G大阪            | 23               | J1               | 2                | 0                | 0                | 0                | 0                | 0                | 2                | 0                |
| 2000             | G大阪            | 23               | J1               | 19               | 0                | 2                | 0                | 4                | 0                | 25               | 0                |
| 2001             | G大阪            | 23               | J1               | 29               | 0                | 1                | 0                | 3                | 0                | 33               | 0                |
| 2002             | G大阪            | 23               | J1               | 12               | 0                | 3                | 0                | 0                | 0                | 15               | 0                |
| 2003             | 浦和             | 23               | J1               | 20               | 0                | 7                | 0                | 0                | 0                | 27               | 0                |
| 2004             | 浦和             | 23               | J1               | 19               | 0                | 7                | 0                | 0                | 0                | 26               | 0                |
| 2005             | 浦和             | 23               | J1               | 33               | 0                | 9                | 0                | 3                | 0                | 45               | 0                |
| 2006             | 浦和             | 23               | J1               | 11               | 0                | 1                | 0                | 5                | 0                | 17               | 0                |
| 2007             | 浦和             | 23               | J1               | 33               | 0                | 1                | 0                | 0                | 0                | 34               | 0                |
| 2008             | 浦和             | 23               | J1               | 33               | 0                | 2                | 0                | 1                | 0                | 36               | 0                |
| 2009             | 浦和             | 23               | J1               | 23               | 0                | 0                | 0                | 0                | 0                | 23               | 0                |
| 2010             | 浦和             | 23               | J1               | 0                | 0                | 0                | 0                | -                | -                | 0                | 0                |
| 2010             | 湘南             | 39               | J1               | 15               | 0                | -                | -                | 0                | 0                | 15               | 0                |
| 通算             | 日本             | 日本             | J1               | 250              | 0                | 33               | 0                | 16               | 0                | 299              | 0                |
| 総通算           | 総通算           | 総通算           | 総通算           | 250              | 0                | 33               | 0                | 16               | 0                | 299              | 0                |

その他の公式戦
- 2007年
  - スーパーカップ 1試合0得点

| 国際大会個人成績 | 国際大会個人成績 | 国際大会個人成績 | 国際大会個人成績 | 国際大会個人成績 | FIFA      | FIFA      |
| 年度             | クラブ           | 背番号           | 出場             | 得点             | 出場      | 得点      |
| AFC              | AFC              | AFC              | ACL              | ACL              | クラブW杯 | クラブW杯 |
| ---------------- | ---------------- | ---------------- | ---------------- | ---------------- | --------- | --------- |
| 2007             | 浦和             | 23               | 12               | 0                | 3         | 0         |
| 2008             | 浦和             | 23               | 3                | 0                | -         | -         |
| 通算             | AFC              | AFC              | 15               | 0                | 3         | 0         |

その他の国際公式戦
- 2007年
  - A3チャンピオンズカップ 1試合0得点
- Jリーグ初出場 - 1998年11月14日 Jリーグ2nd第17節 vsジュビロ磐田（万博記念競技場）

## タイトル

### クラブ
浦和レッドダイヤモンズ
- J1リーグ：1回（2006年）
- J1リーグ 2ndステージ：1回（2004年）
- Jリーグカップ：1回（2003年）
- 天皇杯全日本サッカー選手権大会：2回（2005年、2006年）
- FUJI XEROX SUPER CUP：1回（2006年）
- AFCチャンピオンズリーグ：1回（2007年）

### 個人
- Jリーグベストイレブン：1回（2007年）

## 代表歴
- 国際Aマッチ初出場 - 2001年6月4日 FIFAコンフェデレーションズカップ2001 vsブラジル代表（カシマスタジアム）

### 出場大会
U-23日本代表
- 2000年 - シドニーオリンピック

日本代表
- 2001年 - コンフェデレーションズカップ

### 試合数
- 国際Aマッチ 6試合 0得点（2001 - 2009）[14]

| 日本代表 | 国際Aマッチ | 国際Aマッチ |
| 年       | 出場        | 得点        |
| -------- | ----------- | ----------- |
| 2001     | 2           | 0           |
| 2004     | 1           | 0           |
| 2009     | 3           | 0           |
| 通算     | 6           | 0           |

### 出場
| No. | 開催日        | 開催都市   | スタジアム                     | 対戦国         | 結果 | 監督                 | 大会                                   |
| --- | ------------- | ---------- | ------------------------------ | -------------- | ---- | -------------------- | -------------------------------------- |
| 1.  | 2001年6月4日  | 鹿嶋       | カシマスタジアム               | ブラジル       | △0-0 | フィリップ・トルシエ | FIFAコンフェデレーションズカップ2001   |
| 2.  | 2001年10月4日 | ランス     | スタッド・ランス               | セネガル       | ●0-2 | フィリップ・トルシエ | 国際親善試合                           |
| 3.  | 2004年2月7日  | 鹿嶋       | カシマスタジアム               | マレーシア     | ○4-0 | ジーコ               | キリンチャレンジカップ2004             |
| 4.  | 2009年2月4日  | 東京       | 国立霞ヶ丘競技場               | フィンランド   | ○5-1 | 岡田武史             | キリンチャレンジカップ2009             |
| 5.  | 2009年2月11日 | 横浜       | 横浜国際総合競技場             | オーストラリア | △0-0 | 岡田武史             | 2010 FIFAワールドカップ・アジア4次予選 |
| 6.  | 2009年9月5日  | エンスヘデ | スタディオン・ハルヘンワールト | ガーナ         | ○4-3 | 岡田武史             | 国際親善試合                           |